# Interior de l'església de Sant Sebastià
Interior de l'església de Sant Sebastià és una pintura sobre taula feta per Marià Fortuny i Marsal el 1867 i que es troba conservada actualment a la Biblioteca Museu Víctor Balaguer, amb el número de registre 1661 d'ençà que va ingressar el 1956, formant part de l'anomenat "Llegat 1956"; un conjunt d'obres provinents de la col·lecció Lluís Plandiura- Victòria González.

## Descripció

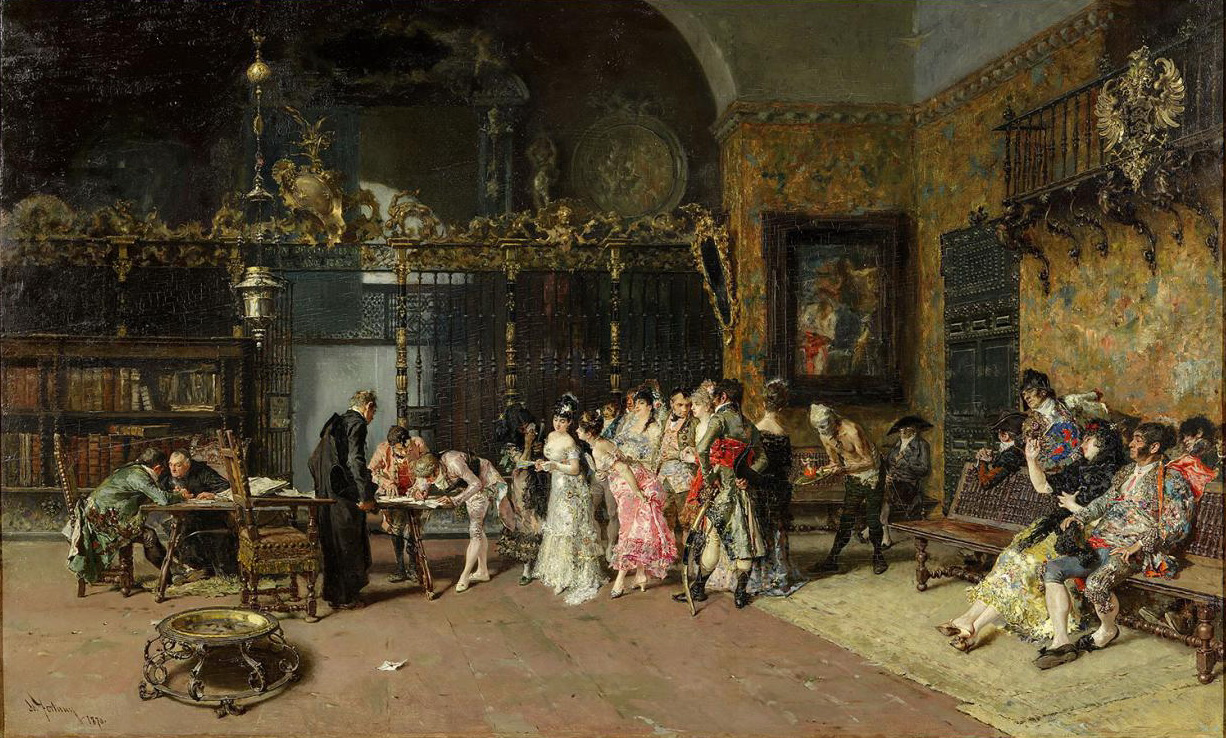
La vicaria, també transcorre a l'interior d'una església.

Estudi de l'interior de l'Església de San Sebastià de Madrid. Es veu el pòrtic de fusta amb papers enganxats, i un banc també de fusta al costat esquerre del pòrtic. En aquesta església va ser on el pintor es va casar amb Cecilia, filla del pintor Federico de Madrazo, el 27 de novembre de 1867. És el primer quadre on el pintor es fixa en els interiors de les esglésies, tema que tractaria en una de les seves obres de referència, La Vicaria.

## Inscripció
Al quadre es pot llegir la inscripció "Fortuny"; "Simó Gómez / 1848-1880"; "Mariano Fortuny/13/1838-1874/ Col.A.Saint- Aubin".